# Азербайджанская национальная библиотека
Национальная библиотека Азербайджана им. М. Ф. Ахундова (азерб. Azərbaycan Milli Kitabxanası) —  библиотека Азербайджана. Расположена в Баку. Является наиболее крупной библиотекой Азербайджана.

## Общие сведения
Открытие библиотеки состоялось 23 мая 1923 года. В 1939 году библиотека была названа в честь азербайджанского мыслителя, драматурга и издателя М. Ф. Ахундова.
В 2005 году Кабинет министров Азербайджана присвоил библиотеке статус «Национальная библиотека».
В национальной библиотеке действует 25 отделов и 26 секторов. В фонде библиотеки хранятся 4 млн. 513 тыс. издательских материалов.
В библиотеке собраны и сохранены национальные издания, произведения азербайджанских и зарубежных авторов и литература об Азербайджане, изданная за рубежом.
В 2005 году на основе полученных обязательных экземпляров от издательств и полиграфических предприятий библиотека выпустила ежегодник «Книги Азербайджана» за 1990, 1991, 2000, 2001 годы. 
С 2003 года библиотека начала эксплуатировать автоматизированную систему управления. Для этого использована программа «VTLS — Virtua». Вместе с работой по созданию электронного каталога в фондах национальной библиотеки было начато создание электронных версий книг, хранящихся в фондах библиотеки.
В 2005 году библиотека стала членом международной организации «The conference of European  national librarians (CENL)».
Книгохранилище библиотеки состоит из четырёх ярусов, занимает четыре этажа и оснащено специальными лифтами-подъемниками. Железные стеллажи были созданы на заводах Москвы, мебель была изготовлена по чертежам архитектора Н. Ф. Пащенко.

## Здание библиотеки
Современное здание библиотеки было построено в 1960 году по проекту Микаэля Усейнова. В начале 1961 года библиотека начала функционировать в данном здании. На открытии нового здания библиотеки выступили народный писатель Азербайджанской ССР Сулейман Рагимов и президент Академии наук Азербайджана академик Юсиф Мамедалиев.
Южный фасад здания библиотеки выходит на улицу Хагани с видом на сад Сахил, восточный — на улицу Рашида Бейбутова. Эти фасады украшены расположенными в лоджиях на большой террасе статуями различных деятелей азербайджанской и мировой культуры — классика персидской поэзии Низами Гянджеви, грузинского поэта Шоты Руставели, русского поэта Александра Сергеевича Пушкина (скульптор — Ахмет Цаликов), русского учёного Дмитрия Ивановича Менделеева (скульптор — Эльмира Гусейнова), азербайджанского просветителя Гасан-бека Зардаби, русского писателя Максима Горького (скульптор Хаят Абдуллаева), азербайджанского композитора Узеира Гаджибекова, азербайджанского поэта Самеда Вургуна, персидской поэтессы Мехсети Гянджеви, азербайджанских дирижёра и композитора Ниязи, оперного певца Бюльбюля (скульптор — Намик Дадашов), поэта Расула Рзы, азербайджанского поэта Мирзы Алекпера Сабира, средневекового архитектора Аджеми Нахчывани (скульптор — Закир Ахмедов), тебризского художника-миниатюриста Султан Мухаммеда. Статуи Бюльбюля, Ниязи, Расула Рзы, Аджеми Нахчывани, Сабира и Султана Мухаммеда, расположенные на фронтоне лоджии восточного фасада, были установлены позднее тех, что установлены на фасаде главного южного фасада.
- Статуи на фронтоне лоджии главного южного фасада
- Низами Гянджеви
- Шота Руставели
- Александр Пушкин
- Мехсети Гянджеви
- Дмитрий Менделеев
- Гасан-бек Зардаби
- Максим Горький
- Узеир Гаджибеков
- Самед Вургун

- Статуи на фронтоне лоджии восточного фасада
- Бюльбюль
- Ниязи
- Расул Рза
- Мирза Алекпер Сабир
- Аджеми Нахчывани
- Султан Мухаммед

## Фонды
На 1 января 2005 года фонд библиотеки составлял 4.5513244[уточнить] печатных изданий на 40 языках, из них:
- книги — 2.3391162[уточнить]
- документы — 2.122082[уточнить]

Архив Азербайджанской литературы составляет 7 000 книг в одном экземпляре, 39 наименований газет с 1875 по 1928 год, 465 наименований журналов начиная с 1906 года, 716 экземпляров научных трудов, 857 единиц книг-микрофильмов, 852 единицы газетно-журнальных микрофильмов.
Кроме этого в фонде библиотеки собрано 121 000 нотных изданий, 200 000 нот, 30 000 звукозаписей (грампластинки), 4 000 рукописей нот и пьес, 10 000 книг по музыке. В библиотеке хранятся архивный фонд национальных звукозаписей и нот. Это единственный золотой фонд Азербайджана. С 1981 года в библиотеке функционирует фонд рукописей азербайджанских композиторов.
С 2005 года начата работа по переводу книг и изданий в электронный формат.

## Деятельность
1 декабря 2023 года в библиотеке открыта виртуальная выставка «Молодые писатели тюркоязычных стран» и электронная база данных молодых писателей тюркоязычных стран.
В декабре 2023 года библиотекой подготовлены виртуальная и традиционная выставки «31 Декабря – День солидарности азербайджанцев мира».
26 января 2024 года презентована электронная база данных о Мир Джалале Пашаеве.
29 января 2024 года открыта виртуальная выставка «Али Туде — 100».
В марте 2024 года создана электронная база данных о празднике Новруз.
В июле 2024 года открыта виртуальная выставка «Бытовые предметы города Шуша».
24 ноября 2024 года открыты виртуальная и традиционная книжная выставки «25 ноября — День города Кельбаджар». Виртуальная выставка действует на азербайджанском, русском и английском языках. На выставке представлены официальные документы, фотографии, материалы об истории и географии города Кельбаджар.